# Оверим, Алистар
Алистар Кес Оверим (нидерл. Alistair Cees Overeem; род. 17 мая 1980 года, Лондон, Англия) — нидерландский профессиональный боец-ветеран ММА и кикбоксер. Является экс-чемпионом Strikeforce в тяжёлом весе, DREAM и К-1 и единственным в истории спортсменом, которому удалось удерживать три титула в ММА и кикбоксинге одновременно. В его послужном списке имеются победы над такими знаменитыми бойцами, как Витор Белфорт, Игорь Вовчанчин,    Петер Артс, Уолт Харрис, Пол Бентелло, Алексей Олейник, Марк Хант, Стефан Стрюве, Сергей Харитонов, Тайрон Спонг, Гёкхан Саки, Бадр Хари, Фабрицио Вердум, Фрэнк Мир, Рой Нельсон, Джуниор Дос Сантос, Андрей Орловский, Брок Леснар, Роман Зенцов, Аугусто Сакаи, Сергей Павлович и другими. Бывший претендент на титул чемпиона UFC в тяжёлом весе. Является пятым в списке лучших тяжеловесов в мире. По состоянию на октябрь 2019 года занимает шестую строчку в списке лучших тяжеловесов мира по версии Sherdog) — по версии MMAWeekly.com.

## Биография
Родился 17 мая 1980 года в графстве Большой Лондон, Великобритания; его отец — ямаец, а мать — голландка. Родители развелись, когда Алистару было 6 лет, а мать вместе с ним и братом Валентейном переехала в Нидерланды, где они и выросли.
В детстве ему нравилось заниматься такими видами спорта как дзюдо, легкая атлетика и баскетбол. В 15 лет он вместе с братом пришёл в зал к Крису Долману, чтобы научиться постоять за себя.
Сначала он не хотел тренироваться, однако после того, как попробовал заниматься вместе с Басом Рюттеном и Джупом Кастилом, он быстро втянулся в тренировки.

## Личная жизнь
У Оверима есть дочь по имени Шторм (англ. Storm). 27 февраля 2016 года у Оверима родилась вторая дочь Язз-лей Рэй (англ. Yazz-ley Rey) Оверим.
У Оверима есть старший брат Валентейн, который тоже выступает в MMA. В 2011 году Алистар вместе с братом, во время посещения ночного клуба, попали в драку с участием охранников заведения, пять из которых были доставлены в госпиталь. После разбирательства один из охранников клуба был уволен, а Овериму пришлось обратиться за медпомощью в связи с порезом, из-за которого, по словам медиков, он мог лишиться руки. Сам Оверим это прокомментировал так: «На самом деле это был маленький порез, но в руку попала инфекция и рука опухла по самый локоть. Это произошло в ночном клубе, где мы с братом дрались против семерых охранников. Я не хочу обсуждать детали, но каждый будет защищать свою семью, по делу я помог своему брату. Это стоило мне кучи денег. Мне пришлось отменить один бой, а когда антибиотики истощили мои силы то и второй, августовский».
Алистар Оверим об истории получения шрама на щеке: «Мне было 15 лет, я пропадал в барах и всегда влезал в драки. Один из парней разбил об меня бутылку, пришлось накладывать на щеку около 20 швов».
В январе 2012 года Алистар обвинялся в нападении: по данным «Las Vegas Review-Journal», полученным в отделении полиции Лас-Вегаса, в три часа утра 2 января Алистар Оверим был в казино «Wynn», где при неясных обстоятельствах он грубо толкнул в лицо неназванную женщину.
4 апреля 2012 года стало известно, что Оверим провалил допинг-тест. Уровень соотношения тестостерона к эпитестостерону у нормального человека — один к одному. Допустимое значение, которое установила Атлетическая комиссия штата Невада — 6 к 1. Образец мочи Алистара Оверима на предмет употребления запрещенных препаратов вернулся положительным с результатом 14 к 1.
Снялся в клипе группы «LMFAO» «Sexy and I Know It».

## Карьера

### ММА
Профессиональная карьера Оверима в ММА началась в RINGS, где он одержал 10 побед при трёх поражениях. В июле 2002 года Оверим дебютировал в PRIDE, одержав победу техническим нокаутом над Юсукэ Имамурой всего за 45 секунд. В дальнейшем Оверим хорошо зарекомендовал себя в PRIDE, одержав победы над многими именитыми бойцами. Поражения, в свою очередь, он получил от таких известных бойцов, как бывший чемпион UFC Чак Лидделл, специалистов по бразильскому джиу-джитсу Антониу Роджериу Ногейра и Фабрисио Вердум (однако в 2011 году одержав над последним победу на турнире StrikeForce), чемпион Pride Grand Prix 2005 и бывший чемпион UFC в полутяжёлом весе Маурисиу «Сёгун» Руа, а также проиграл реванш Сергею Харитонову через полтора года после их первой встречи.
Несмотря на то, что большинство боёв Оверима проходили под эгидами японских организаций, Оверим является чемпионом американской организации ММА — Strikeforce — в тяжёлом весе, завоевав этот титул в бою против Пола Бентелло 16 ноября 2007 года. Оверим должен был провести защиту титула 6 июня 2009 года против американского тяжеловеса Бретта Роджерса, однако, был вынужден сняться с боя из-за травмы руки. Согласно заявлению менеджера Golden Glory Баса Буна, Оверим получил инфекцию руки в результате драки в ночном клубе в мае 2009 года: Алистар и его брат Валентейн, тоже профессиональный боец ММА в тяжёлом весе, были вовлечены в конфликт с работниками клуба, в результате которого пятеро вышибал были отправлены в больницу, а Оверим чуть не лишился руки. По той же причине не состоялся бой с Фабрисио Вердумом, ранее побеждавшим Оверима в PRIDE. Тем не менее, защиту титула Оверим все же провел 15 мая 2010 года, одержав победу над Бреттом Роджерсом в первом раунде техническим нокаутом.
31 декабря 2010 года, нокаутировав Тода Даффи, Оверим стал чемпионом Dream в тяжёлом весе.
В 2011 году Алистар наряду с семью другими бойцами Strikeforce супертяжёлой весовой категории был заявлен на продолжительный турнир за звание абсолютного чемпиона по смешанным боям Strikeforce. Одолев на первом этапе в вязком трёхраундовом поединке бразильского борца Фабрисиу Вердума, в полуфинальном поединке должен был встретиться с его соотечественником Антониу Силвой, оказавшемся сильнее Фёдора Емельяненко. Однако бой не состоялся, сославшись на травму, Алистар покинул турнир. Позднее стало известно о подписании контракта с конкурирующей организацией UFC.

### К-1
Оверим является одним из немногих бойцов наряду с Мирко Филипповичем и Сэмми Шилтом, успешно выступающим как в ММА, так и в К-1, причем если Шилт и Филиппович фокусировались на выступлениях в одном виде спорта в течение нескольких лет, то Оверим, ранее не выступавший в К-1 на протяжении четырёх лет, теперь попеременно выступает в обеих дисциплинах. В связи с этим, техника в его кикбоксерских поединках зачастую включает амплитудные броски, иногда непреднамеренные, что весьма выделяет Алистара на фоне других бойцов. Среди побед в К-1 на счету Оверима такие знаменитые бойцы как Эвертон Теиксейра, Бадр Хари (однако позже проиграв ему в K-1 World Grand Prix 2009 Final) и Петер Артс.
11 декабря 2010 года на арене Йокогамы Алистар боролся на K-1 World Grand Prix 2010 Final. Победив Тайрона Спонга единогласным решением в четверть-финале, техническим нокаутом — Гёкхана Саки в полуфинале и нокаутировав в финале Петера Артса, Оверим стал чемпионом K-1 World Grand Prix Final. Данное достижение стало уникальным в истории ММА и кикбоксинга: ранее никому не удавалось удерживать чемпионский пояс в международных организациях ММА и кикбоксинга одновременно.

### Strikeforce
Дебют Оверима в Strikeforce (и его 31-й бой в ММА) состоялся 9 июня 2006 года, против Витора Белфорта. Все раунды Алистар навязывал свою манеру боя, выиграв этот бой по очкам единогласным решением судей.
Второй бой Оверима в Strikeforce прошёл 16 ноября 2007 года, его соперником был Пауль Буентелло. Алистар победил во втором раунде и стал чемпионом Strikeforce в тяжёлом весе.
Третий бой Оверима в Strikeforce состоялся 15 апреля 2010 года. Его соперником стал 120-килограммовый панчер из Миннесоты Бретт Роджерс, у которого за плечами 10 побед (из них 9 нокаутов) и одно поражение от Фёдора Емельяненко. В предматчевых интервью оба бойцы говорили, что нокаутируют соперника. Бой начался с разведки, Оверим несколько раз пробил лоукики, дальше Алистар перевел Бретта в партер, и там забил его градом ударов. Рефери Биг Джонн Маккарти остановил бой. Алистар Оверим победил техническим нокаутом, и сохранил пояс чемпиона Strikeforce.
Четвёртый бой Оверима в Strikeforce состоялся на STRIKEFORCE WORLD HW GRAND PRIX 2011 против обладателя чёрного пояса по джиу-джитсу, обидчика Фёдора Емельяненко Фабрисио Вердума. Алистар победил единогласным решением судей.

### UFC
Оверим получил бой 30 декабря 2011 с экс-чемпионом Броком Леснаром. На кону стояло право на титульный бой с абсолютным чемпионом Джуниором «Цыгано» Дос Сантосом. В бою, длившемся всего 2 минуты 26 секунд, Оверим доминировал безоговорочно с первых секунд и завершил его техническим нокаутом, обрушив на голову скорчившегося от пропущенного по печени мидл-кика Брока град ударов. В моментальном блиц-интервью в манере Мирко «Крокопа» пообещал Дос Сантосу, что он будет следующим. Бой за звание абсолютного чемпиона UFC в супертяжёлом весе между Оверимом и Дос Сантосом был назначен на 26 мая 2012 года в рамках UFC 146.
Результат обязательного допинг-теста, проведённого 4 апреля 2012 года, оказался положительным: содержание тестостерона у крови атлета в полтора раза превысило допустимую норму. Атлетическая комиссия Невады присудила Овериму запрет на участие в соревнованиях в 9 месяцев с момента получения результатов допинг-теста, приняв во внимание доводы спортсмена, что такая реакция организма — результат приёма препаратов от гриппа. 20 апреля 2012 года из уст Даны Уайт прозвучало решение по судьбе крупнейшего поединка года в мировом ММА: Оверим снят с соревнования, его заменит бывший чемпион Фрэнк Мир. Поединок проходил с подавляющим преимуществом действующего чемпиона мира и завершился техническим нокаутом во втором раунде.
8 января 2013 года Алистар получил лицензию на продолжение карьеры от Атлетической Комиссии штата Невада. Таким образом, перед Оверимом загорелся зелёный свет на пути к бою с Антонио Силвой (17-4), который состоялся 2 февраля на UFC 156. Первые 2 раунда проходили за ярко выраженным преимуществом Алистара, но в 3 раунде, вступив в размен ударами, Оверим проиграл техническим нокаутом, рухнув под градом ударов Сильвы, и бой был остановлен рефери.
Это поражение, в бою где Алистар считался безоговорочным фаворитом, породило много споров, где широко распространилось мнение, что без использования стероидов Оверим является весьма посредственным бойцом. Однако сторонники Алистара считают, что тот посчитал бой проходным, о чём ранее заявлял в своем интервью, и подошёл к бою без должного настроя и подготовки, не считая Сильву серьёзной угрозой, чем и воспользовался соперник, выложившись для этого боя по максимуму.
Следующий бой Алистара был назначен на май, с бывшим обладателем титула в тяжёлом весе Джуниором Дос Сантосом, но в начале марта из лагеря Оверима поступила информация, что боец травмирован и не сможет принять участие в турнире UFC 160. В результате руководство UFC заменило Алистара на Марка Ханта, который ранее одержал победу в бою со Стефаном Стрюве.
17 августа 2013 года на турнире UFC Fight Night: Shogun vs. Sonnen Алистар встретился с Тревисом Брауном. С самого начала боя Оверим взял инициативу в свои руки, и, прижав Брауна к сетке, нанёс ему тяжёлые удары, после которых последний оказался на грани нокаута. Однако «пережив бомбежку», к концу первого раунда Тревис Браун пробил фронт-кик в челюсть Алистара и отправил его в нокаут, добив на земле. Бой остановил судья.
Как было объявлено, следующий бой Оверим проведёт на турнире UFC 167: «St-Pierre vs. Hendricks», против Фрэнка Мира. В интервью на передаче The MMA Hour, голландец рассказал, что в случае третьего проигрыша он думает завершить карьеру бойца. Так или иначе Алистар Оверим и Фрэнк Мир встретились только на UFC 169, Оверим доминировал все 3 раунда, и победил единогласным решением судей.
После поражения нокаутом от Бена Ротвелла на UFC Fight Night: Jacare vs. Mousasi 5 сентября 2014 года у Оверима последовала серия из 4 побед подряд, среди которых Оверим одержал победу единогласным решением судей над Роем Нельсоном, а также нокаутировал таких именитых бойцов как Стефан Стрюве, Жуниор дус Сантус и Андрей Орловский. Эта победная серия привела его к титульному поединку.
10 сентября 2016 года на турнире UFC 203: Miocic vs. Overeem состоялся бой за звание чемпиона UFC в тяжелом весе между Оверимом и действующим чемпионом организации Стипе Миочичем. В первом раунде Оверим поймал Миочича ударом и постарался произвести удушающий захват, однако, Миочич сумел из него вырваться. Далее во время ухода от атаки Миочича Оверим оступился и упал на канвас, где Миочич его догнал и занял контролирующую позицию. Миочич нанес несколько легких тычковых ударов в челюсть Оверима, в результате чего последний был нокаутирован. Таким образом, Оверим упустил свой титульный шанс.
Далее последовали 2 победы Оверима над Марком Хантом (нокаутом) и Фабрисиу Вердумом (решением большинства).
3 декабря 2017 года на турнире UFC 218 Оверим встретился с Фрэнсисом Нганну. Уже в первом раунде Нганну нанес сокрушительный удар левым апперкотом в челюсть Оверима и отправил его в глубокий нокаут. Нганну добил в лицо обездвиженное тело Оверима, и бой был остановлен. По сегодняшний день этот нокаут считается одним из самых страшных, тяжелых и брутальных в истории UFC.
Следующий бой Алистара Оверима состоялся 9 июня 2018 года на UFC 225, где он встретился с молодым проспектом тяжелого дивизиона, Кёртисом Блейдсом. Блейдс, хорошо владеющий навыком борьбы, в процессе боя был заинтересован в переводе оппонента в партнер и принимал попытки тейкдауна вплоть до третьего раунда, когда он, наконец, смог занять контролирующую позицию над Оверимом. Блейдс обрушил на челюсть Оверима плотные удары локтями, рассекшими его лицо, в результате чего окровавленный Оверим был нокаутирован. Бой остановил судья.
С ноября 2018 по апрель 2019 гг. Оверим вел серию из двух последовательных побед техническим нокаутом над российскими бойцами, Сергеем Павловичем и Алексеем Олейником.
7 декабря 2019 года на турнире UFC on ESPN: Overeem vs. Rozenstruik Оверим встретился с Жаирзиньо Розенструйком. На протяжении всех 5 раундов Оверим вел бой в свою пользу и единогласно выигрывал на судейских карточках, однако, на последних секундах последнего раунда Розенструйк отчаянно пошел в атаку и на скачке нанес тяжелый размашистый боковой удар с правой руки в челюсть опустившего руки Оверима и снес того с ног. Несмотря на то, что Оверим не потерял сознание в результате удара, бой был мгновенно остановлен судьей, а Овериму было засчитано очередное поражение нокаутом. Оверим получил травму — его верхняя губа была разорвана в результате того самого удара Розенструйка. Впоследствии, Оверим успешно перенес пластическую операцию на верхней губе, и травма зажила бесследно.

#### Бой против Уолта Харриса
16 мая 2020 года в главном бою UFC Fight Night 172 Оверим встретился с американцем Уолтом Харрисом и одержал победу нокаутом во втором раунде.
В первом раунде Алистар был близок к поражению, поскольку Уолт в очередной атаке его сильно потряс. Алистар, рискуя быть нокаутированным на первых минутах встречи сумел переломить ход боя и одержал победу техническим нокаутом.

#### Бой против Аугусто Сакаи
5 сентября 2020 года Алистар Оверим встретился в главном бою UFC Fight Night 176 c бразильцем Аугусто Сакаи. Весь бой проходил под диктовку Оверима, который раз за-разом проводил комбинацию с переводом оппонента в партер и добивания локтями. В пятом раунде судья остановил бой, так как Сакаи осуществлял пассивную защиту и Оверим одержал победу техническим нокаутом.
По состоянию на эту дату Оверим 24 раза отправлял других бойцов в нокаут и 14 раз отправлялся в нокаут сам в совокупности за всю карьеру в ММА.

#### Бой против Александра Волкова
7 февраля Алистар Оверим встретился в главном бою вечера UFC Fight Nights 184 с Александром Волковым.Во втором раунде Александр Волков нокаутировал Оверима. Это поражение стало поводом для увольнения Оверима из UFC, которое произошло 4 марта 2021 года.

### Glory Kickboxing
8 июня 2021 года Оверим подписал контракт с промоушеном Glory Kickboxing

### Смешанные единоборства
- Ultimate Fighting Championship
  - Обладатель премии «Лучший бой вечера» (один раз) против Стипе Миочича
  - Обладатель премии «Выступление вечера» (один раз) против Андрея Орловского
- Strikeforce
  - Чемпион Strikeforce в тяжелом весе (один раз)
- PRIDE Fighting Championships
  - 2005 Pride Final Conflict
- DREAM
  - Чемпион DREAM в тяжелом весе (один раз)
- 2 Hot 2 Handle
  - Чемпион 2H2H в полутяжелом весе (один раз)
- World MMA Awards
  - 2010 International Fighter of the Year
  - 2011 International Fighter of the Year
- Sherdog
  - 2010 All-Violence Second Team[26]
  - 2015 All-Violence Third Team[27]

### Кикбоксинг
- K-1
  - K-1 World Grand Prix 2009 Final
  - K-1 World Grand Prix 2010 Final

### Рекорды
- Единственный в истории спортсмен, которому удалось удерживать три титула в ММА и кикбоксинге одновременно[28]
- Один из двух бойцов завоевавший титул чемпиона в MMA и K-1[29]

## Статистика в ММА
| Результат    | Рекорд    | Соперник                | Способ                                  | Турнир                                        | Дата             | Раунд | Время | Место                   | Примечание                                                   |
| ------------ | --------- | ----------------------- | --------------------------------------- | --------------------------------------------- | ---------------- | ----- | ----- | ----------------------- | ------------------------------------------------------------ |
| Поражение    | 47-19 (1) | Александр Волков        | ТКО (удары руками)                      | UFC Fight Night: Оверим vs. Волков            | 6 февраля 2021   | 2     | 2:06  | Лас-Вегас, США          | После боя объявил о завершении карьеры.                      |
| Победа       | 47-18 (1) | Аугусто Сакаи           | ТКО (удары локтем)                      | UFC Fight Night: Оверим vs. Сакаи             | 6 сентября 2020  | 5     | 0:26  | Лас-Вегас, США          |                                                              |
| Победа       | 46-18 (1) | Уолт Харрис             | ТКО (удары)                             | UFC on ESPN: Overeem vs. Harris               | 16 мая 2020      | 2     | 3:00  | Джексонвилл, США        |                                                              |
| Поражение    | 45-18 (1) | Жаирзиньо Розенстрайк   | КО (удар рукой)                         | UFC on ESPN: Overeem vs. Rozenstruik          | 7 декабря 2019   | 5     | 4:56  | Вашингтон, США          |                                                              |
| Победа       | 45-17 (1) | Алексей Олейник         | ТКО (коленом в клинче и удары руками)   | UFC Fight Night: Overeem vs. Oleinik          | 20 апреля 2019   | 1     | 4:45  | Санкт-Петербург, Россия |                                                              |
| Победа       | 44-17 (1) | Сергей Павлович         | ТКО (удары руками)                      | UFC Fight Night 141: Blaydes vs. Ngannou 2    | 24 ноября 2018   | 1     | 4:21  | Пекин, Китай            |                                                              |
| Поражение    | 43-17 (1) | Кёртис Блейдс           | ТКО (удары локтями)                     | UFC 225                                       | 9 июня 2018      | 3     | 2:56  | Чикаго, США             |                                                              |
| Поражение    | 43-16 (1) | Франсис Нганну          | Нокаут (левый апперкот)                 | UFC 218                                       | 2 декабря 2017   | 1     | 1:42  | Детройт, США            |                                                              |
| Победа       | 43-15 (1) | Фабрисиу Вердум         | Решение большинства                     | UFC 213: Nunes vs Shevchenko 2                | 8 июля 2017      | 3     | 5:00  | Лас-Вегас, США          |                                                              |
| Победа       | 42-15 (1) | Марк Хант               | КО (удары коленями и руками в клинче)   | UFC 209: Woodley vs Thompson 2                | 4 марта 2017     | 3     | 1:44  | Лас-Вегас, США          |                                                              |
| Поражение    | 41-15 (1) | Стипе Миочич            | Нокаут (удары руками)                   | UFC 203: Miocic vs. Overeem                   | 10 сентября 2016 | 1     | 4:27  | Кливленд, США           | Бой за титул чемпиона UFC в тяжёлом весе. Лучший бой вечера. |
| Победа       | 41-14 (1) | Андрей Орловский        | TKO (фронт-кик в прыжке и удары руками) | UFC Fight Night: Overeem vs. Arlovski         | 8 мая 2016       | 2     | 1:12  | Роттердам, Нидерланды   | Выступление вечера.                                          |
| Победа       | 40-14 (1) | Жуниор дус Сантус       | TKO (удары руками)                      | UFC on Fox: dos Anjos vs. Cerrone 2           | 19 декабря 2015  | 2     | 4:43  | Орландо, США            |                                                              |
| Победа       | 39-14 (1) | Рой Нельсон             | Единогласное решение                    | UFC 185: Pettis vs. Dos Anjos                 | 14 марта 2015    | 3     | 5:00  | Даллас, США             |                                                              |
| Победа       | 38-14 (1) | Стефан Стрюве           | Нокаут (удары)                          | UFC on Fox: dos Santos vs. Miocic             | 13 декабря 2014  | 1     | 4:13  | Финикс, США             |                                                              |
| Поражение    | 37-14 (1) | Бен Ротвелл             | TKO (удары руками)                      | UFC Fight Night: Jacare vs. Mousasi           | 5 сентября 2014  | 1     | 2:19  | Коннектикут, США        |                                                              |
| Победа       | 37-13 (1) | Фрэнк Мир               | Единогласное решение                    | UFC 169                                       | 1 февраля 2014   | 3     | 5:00  | Ньюарк, США             |                                                              |
| Поражение    | 36-13 (1) | Трэвис Браун            | KO (фронт-кик и удары руками)           | UFC Fight Night: Shogun vs. Sonnen            | 17 августа 2013  | 1     | 4:08  | Бостон, США             |                                                              |
| Поражение    | 36-12 (1) | Антониу Силва           | KO (удары руками)                       | UFC 156                                       | 2 февраля 2013   | 3     | 0:25  | Лас-Вегас, США          |                                                              |
| Победа       | 36-11 (1) | Брок Леснар             | TKO (удар ногой в корпус и руками)      | UFC 141                                       | 30 декабря 2011  | 1     | 2:26  | Лас-Вегас, США          | Дебют в UFC.                                                 |
| Победа       | 35-11 (1) | Фабрисиу Вердум         | Единогласное решение                    | Strikeforce: Overeem vs Werdum                | 18 июня 2011     | 3     | 5:00  | Даллас, США             | 1/4 Гран-при Strikeforce в тяжёлом весе.                     |
| Победа       | 34-11 (1) | Тодд Даффи              | КО (удар коленом в корпус и руками)     | Dynamite!! 2010                               | 31 декабря 2010  | 1     | 0:19  | Сайтама, Япония         | Завоевал титул чемпиона Dream FC в тяжёлом весе.             |
| Победа       | 33-11 (1) | Бретт Роджерс           | ТКО (удары руками)                      | Strikeforce: Heavy Artillery                  | 15 мая 2010      | 1     | 3:40  | Сент-Луис, США          | Защитил титул чемпиона Strikeforce.                          |
| Победа       | 32-11 (1) | Казуюки Фудзита         | КО (удар коленом)                       | Dynamite!! 2009                               | 31 декабря 2009  | 1     | 1:15  | Сайтама, Япония         |                                                              |
| Победа       | 31-11 (1) | Джеймс Томпсон          | Удушающий приём (гильотина)             | Dream 12                                      | 25 октября 2009  | 1     | 0:33  | Осака, Япония           |                                                              |
| Победа       | 30-11 (1) | Тони Сильвестр          | Удушающий приём (гильотина)             | Ultimate Glory 11: A Decade of Fights         | 17 октября 2009  | 1     | 1:23  | Амстердам, Нидерланды   |                                                              |
| Победа       | 29-11 (1) | Гари Гудридж            | Болевой прием (кимура)                  | Ultimate Glory 10: The Battle of Arnhem       | 9 ноября 2008    | 1     | 1:42  | Арнем, Нидерланды       |                                                              |
| Не состоялся | 28-11 (1) | Мирко Филипович         | Нет результата (2 удара коленом в пах)  | Dream 6                                       | 23 сентября 2008 | 1     | 6:09  | Сайтама, Япония         | Не состоялся. Оверим дважды ударил Мирко коленями в пах.     |
| Победа       | 28-11     | Марк Хант               | Болевой прием (замок локтя)             | Dream 5                                       | 21 июня 2008     | 1     | 1:11  | Осака, Япония           |                                                              |
| Победа       | 27-11     | Ли Тэ-Хюн               | КО (удары руками, удар коленом)         | Dream 4                                       | 15 июня 2008     | 1     | 0:36  | Йокогама, Япония        |                                                              |
| Победа       | 26-11     | Пол Бентелло            | Сдача (удары коленями в корпус)         | Strikeforce: Four Men Enter, One Man Survives | 16 ноября 2007   | 2     | 3:42  | Сан-Хосе, США           | Завоевал титул чемпиона Strikeforce.                         |
| Поражение    | 25-11     | Сергей Харитонов        | КО (удар рукой)                         | Hero’s 10                                     | 17 сентября 2007 | 1     | 4:21  | Йокогама, Япония        |                                                              |
| Победа       | 25-10     | Майкл Хап               | Удушающий приём (гильотина)             | K-1 Grand Prix in Amsterdam                   | 23 июня 2007     | 1     | 3:25  | Амстердам, Нидерланды   | Вернулся в тяжёлый вес.                                      |
| Поражение    | 24-10     | Маурисиу Руа            | KO (удар рукой)                         | Pride 33 — Second Coming                      | 24 февраля 2007  | 1     | 3:37  | Лас-Вегас, США          |                                                              |
| Поражение    | 24-9      | Рикарду Арона           | Сдача (удар рукой)                      | Pride FC — Final Conflict Absolute            | 10 сентября 2006 | 1     | 4:28  | Сайтама, Япония         |                                                              |
| Поражение    | 24-8      | Антониу Рожериу Ногейра | TKO (остановка боя секундантами)        | Pride FC — Critical Countdown Absolute        | 1 июля 2006      | 2     | 2:13  | Сайтама, Япония         | Вернулся в полутяжёлый вес.                                  |
| Победа       | 24-7      | Витор Белфорт           | Единогласное решение                    | Strikeforce — Revenge                         | 9 июня 2006      | 3     | 5:00  | Сан-Хосе, США           | Бой в промежуточном весе (95,25 кг).                         |
| Поражение    | 23-7      | Фабрисиу Вердум         | Болевой прием (кимура)                  | Pride FC — Total Elimination Absolute         | 5 мая 2006       | 2     | 3:43  | Осака, Япония           | Первый тур Гран-при PRIDE 2006 в тяжёлом весе.               |
| Победа       | 23-6      | Николаюс Силькинас      | Болевой прием (армбар)                  | WCFC — No Guts No Glory                       | 18 марта 2006    | 1     | 1:42  | Манчестер, Англия       |                                                              |
| Победа       | 22-6      | Сергей Харитонов        | TKO (удары коленями)                    | Pride 31                                      | 26 февраля 2006  | 1     | 5:13  | Сайтама, Япония         | Дебют в тяжёлом весе.                                        |
| Поражение    | 21-6      | Маурисиу Руа            | TKO (удары руками)                      | Pride FC — Final Conflict 2005                | 28 августа 2005  | 1     | 6:42  | Сайтама, Япония         | Полуфинал Гран-при PRIDE 2005 в среднем весе.                |
| Победа       | 21-5      | Игорь Вовчанчин         | Удушающий приём (гильотина в стойке)    | Pride FC — Critical Countdown 2005            | 26 июня 2005     | 1     | 1:20  | Сайтама, Япония         | Четвертьфинал Гран-при PRIDE 2005 в среднем весе.            |
| Победа       | 20-5      | Витор Белфорт           | Удушающий приём (гильотина)             | Pride FC — Total Elimination 2005             | 23 апреля 2005   | 1     | 9:36  | Осака, Япония           | Первый тур Гран-при PRIDE 2005 в среднем весе.               |
| Поражение    | 19-5      | Антониу Рожериу Ногейра | Единогласное решение                    | Pride 29 — Fists of Fire                      | 20 февраля 2005  | 3     | 5:00  | Сайтама, Япония         |                                                              |
| Победа       | 19-4      | Хиромицу Канехара       | TKO (остановка доктором)                | Pride 28 — High Octane                        | 31 октября 2004  | 2     | 3:52  | Сайтама, Япония         |                                                              |
| Победа       | 18-4      | Родни Гландер           | Удушающий приём (гильотина)             | 2H2H — 2 Hot 2 Handle                         | 10 октября 2004  | 1     | 1:33  | Роттердам, Нидерланды   | Завоевал титул чемпиона 2H2H в полутяжёлом весе.             |
| Победа       | 17-4      | Томохико Хашимото       | TKO (удары коленями)                    | Inoki Bom-Ba-Ye 2003 — Inoki Festival         | 31 декабря 2003  | 1     | 0:36  | Кобэ, Япония            |                                                              |
| Поражение    | 16-4      | Чак Лидделл             | KO (удар рукой)                         | Pride FC — Total Elimination 2003             | 10 августа 2003  | 1     | 3:09  | Сайтама, Япония         | 1/4 Гран-при PRIDE в среднем весе.                           |
| Победа       | 16-3      | Майк Бенчич             | Болевой прием (удар коленом и руками)   | Pride 26 — Bad to the Bone                    | 8 августа 2003   | 1     | 3:44  | Йокогама, Япония        |                                                              |
| Победа       | 15-3      | Аарон Бринк             | Удушающий приём (гильотина)             | 2H2H 6: Simply the Best 6                     | 16 марта 2003    | 1     | 0:53  | Роттердам, Нидерланды   |                                                              |
| Победа       | 14-3      | Бозигит Атаев           | TKO (удары коленями в корпус)           | Pride 24 — Cold Fury 3                        | 23 декабря 2002  | 2     | 4:59  | Фукуока, Япония         |                                                              |
| Победа       | 13-3      | Дэйв Вейдер             | TKO (остановка доктором)                | 2H2H 5 — Simply the Best 5                    | 13 октября 2002  | 2     | N/A   | Роттердам, Нидерланды   | Выиграл турнир 2H2H в полутяжёлом весе.                      |
| Победа       | 12-3      | Муаз Римбон             | Удушающий прием (гильотина)             | 2H2H 5 — Simply the Best 5                    | 13 октября 2002  | 1     | 1:03  | Роттердам, Нидерланды   | Полуфинал турнира 2H2H в полутяжёлом весе.                   |
| Победа       | 11-3      | Юсукэ Имамура           | TKO (удар коленом и руками)             | Pride FC — The Best, Vol. 2                   | 20 июля 2002     | 1     | 0:44  | Токио, Япония           |                                                              |
| Победа       | 10-3      | Веса Вуори              | TKO (удары руками)                      | 2H2H — 2 Hot 2 Handle Germany                 | 26 мая 2002      | 1     | 2:15  | Крефельд, Германия      |                                                              |
| Победа       | 9-3       | Сергей Казновский       | Болевой прием (армбар)                  | M-1 MFC — Russia vs the World 3               | 26 апреля 2002   | 1     | 3:37  | Санкт-Петербург, Россия |                                                              |
| Победа       | 8-3       | Роман Зенцов            | Болевой прием (узел руки)               | 2H2H 4 — Simply the Best 4                    | 17 марта 2002    | 1     | 1:26  | Роттердам, Нидерланды   |                                                              |
| Победа       | 7-3       | Станислав Нущик         | TKO (удары коленями)                    | 2H2H 2 — Simply The Best                      | 18 марта 2001    | 1     | 0:53  | Роттердам, Нидерланды   |                                                              |
| Победа       | 6-3       | Владимир Чантурия       | Удушающий прием (удушение сзади)        | Rings — King of Kings 2000 Final              | 24 февраля 2001  | 1     | 1:06  | Токио, Япония           |                                                              |
| Победа       | 5-3       | Питер Версхурен         | Болевой прием (узел руки)               | It’s Showtime — Christmas Edition             | 12 декабря 2000  | 1     | 1:06  | Харлем, Нидерланды      |                                                              |
| Поражение    | 4-3       | Бобби Хоффман           | KO (удар рукой)                         | Rings — Millennium Combine 2                  | 15 июня 2000     | 1     | 9:39  | Токио, Япония           |                                                              |
| Поражение    | 4-2       | Юрий Кочкин             | Раздельное решение                      | RINGS Russia: Russia vs. The World            | 20 мая 2000      | 2     | 5:00  | Екатеринбург, Россия    |                                                              |
| Победа       | 4-1       | Ясухито Намекава        | Болевой прием (рычаг локтя)             | RINGS: Millennium Combine 1                   | 20 апреля 2000   | 1     | 0:45  | Токио, Япония           |                                                              |
| Победа       | 3-1       | Кэн Санинбас            | KO (удар коленом)                       | 2H2H: Rotterdam                               | 5 марта 2000     | 1     | 2:21  | Роттердам, Нидерланды   |                                                              |
| Победа       | 2-1       | Крис Уоттс              | KO (удар коленом в корпус)              | RINGS Holland: There Can Only Be One Champion | 6 февраля 2000   | 1     | 3:58  | Утрехт, Нидерланды      |                                                              |
| Поражение    | 1-1       | Юрий Кочкин             | Решение большинством                    | RINGS: King of Kings 1999 Block A             | 28 октября 1999  | 2     | 5:00  | Токио, Япония           |                                                              |
| Победа       | 1-0       | Рикардо Файетт          | Удушающий приём (гильотина)             | It’s Showtime — It’s Showtime                 | 24 октября 1999  | 1     | 1:39  | Харлем, Нидерланды      |                                                              |

## Статистика боёвкикбоксинг
Ошибка: Не указана шапка.
| Всего              | Побед | Поражений |
| ------------------ | ----- | --------- |
| 15                 | 11    | 4         |
| Нокаутом (КО/ТКО)  | 7     | 3         |
| Решение (Decision) | 4     | 1         |

| Результат | Статистика | Соперник         | Способ                         | Турнир                                       | Дата боя   | Раунд | Врем | Место     | Примечание |
| --------- | ---------- | ---------------- | ------------------------------ | -------------------------------------------- | ---------- | ----- | ---- | --------- | ---------- |
| Победа    | 11-4       | Бадр Хари        | Единогласным решением          | Glory: Collision 4                           | 8.10.2022  | 3     | 3:00 | Арнем     |            |
| Победа    | 10-4       | Петер Артс       | ТКО (панч)                     | K-1 World Grand Prix 2010 Final, Final       | 11.12.2010 | 1     | 1:06 | Токио     |            |
| Победа    | 9-4        | Гёкхан Саки      | ТКО                            | K-1 World Grand Prix 2010 Final, Semi Finals | 11.12.2010 | 1     | 2:20 | Токио     |            |
| Победа    | 8-4        | Тайрон Спонг     | Единогласным решением          | K-1 World GP 2010 Final, Quarter Final       | 11.12.2010 | 3     | 3:00 | Токио     |            |
| Победа    | 7-4        | Бен Эдвардс      | ТКО                            | K-1 World Grand Prix 2010 in Seoul Final 16  | 02.10.2010 | 1     | 2:08 | Сеул      |            |
| Победа    | 6-4        | Джевад Потурак   | KO (правым коленом)            | K-1 World Grand Prix 2010                    | 3.10.2010  | 1     | 2:40 | Йокогама  |            |
| Поражение | 5-4        | Бадр Хари        | KO (левый хай-кик)             | K-1 World Grand Prix 2009 Final              | 5.12.2009  | 1     | 2:14 | Сайтама   |            |
| Победа    | 5-3        | Эвертон Тексейра | KO (левое колено)              | K-1 World Grand Prix 2009 Final              | 5.12.2009  | 1     | 1:06 | Йокогама  |            |
| Победа    | 4-3        | Петер Артс       | Единогласное решение           | K-1 World Grand Prix 2009 Final 16           | 26.09.2009 | 5     | 3:00 | Сеул      |            |
| Поражение | 3-3        | Реми Боньяски    | Единогласное решение           | K-1 World Grand Prix 2009 Final              | 28.03.2009 | 3     | 3:00 | Йокогама  |            |
| Победа    | 3-2        | Бадр Хари        | КО (левый хук)                 | Dynamite!! 2008                              | 31.12.2008 | 1     | 2:07 | Сайтама   |            |
| Победа    | 2-2        | Юрген Долх       | TKO (остановка командой бойца) | Ultimate Glory 3: Upside Down                | 20.05.2007 | 1     | 2:02 | Амерсфурт |            |
| Поражение | 1-2        | Глаубе Фейтоза   | КО (панч)                      | Kyokushin vs. K-1 2004: All Out Battle       | 30.05.2004 | 1     | 2:13 | Токио     |            |
| Поражение | 1-1        | Эррол Парри      | ТКО (остановка углом)          | K-1 Holland Grand Prix 2001                  | 04.02.2001 | 3     | 1:22 | Арнем     |            |
| Победа    | 1-0        | Пол Хордийк      | Единогласное решение           | Thaiboxing Event in Veenendaal               | 14.3.1999  | 6     | 2:00 | Венендаль |            |